# Spiophanes kroyeri
Spiophanes kroyeri é uma espécie de anelídeo pertencente à família Spionidae.
A autoridade científica da espécie é Grube, tendo sido descrita pela primeira vês no ano de 1860. A espécie tem 3 cm como comprimento máximo, e seu habitat está localizado a uma profundidade na faixa de 200 a 1500 m.
Trata-se de uma espécie presente no território português, incluindo a sua zona económica exclusiva. Também é encontrada no Oceano Atlântico entre a América Central até a costa norte do Brasil.